# Webervanbossea
Webervanbossea, rod crvenih algi iz porodice Faucheaceae, dio reda Rhodymeniales. Opisan je 1936. i taksonomski je priznat. 
Postoje tri taksonomski priznate vrste, sve su morske

## Vrste
1. Webervanbossea kaliformis (J.Agardh) De Toni fil.
2. Webervanbossea splachnoides (Harvey) De Toni fil.
3. Webervanbossea tasmanensis Womersley